# SolidWorks
SolidWorks — програмний продукт компанії SolidWorks Corporation (зараз — дочірня компанія Dassault Systèmes), САПР, інженерного аналізу та підготовки виробництва будь-якої складності та призначення.

## Загальний опис
SolidWorks є ядром інтегрованого комплексу автоматизації підприємства, за допомогою якого здійснюється підтримка життєвого циклу виробу згідно з концепцією CALS — технологій, включаючи двонаправлений обмін даними з іншими Windows-застосунками та створення інтерактивної документації.
Програма з'явилась в 1993 році та склала конкуренцію таким продуктам як AutoCAD та Autodesk Mechanical Desktop, SDRC I-DEAS і Creo Parametric, Solid Edge.
В залежності від класу задач, що розв'язуються, замовникам пропонується три базових конфігурації системи: SolidWorks, SolidWorks Professional та SolidWorks Premium.
Завдання, які вирішуються:
Конструкторська підготовка виробництва:
- 3D проектування виробів (деталей і зборок) будь-якого ступеня складності з урахуванням специфіки виготовлення.
- Створення конструкторської документації.
- Промисловий дизайн.
- Проектування комунікацій (електроджгутів, трубопроводи тощо.).
- Інженерний аналіз (міцність, стійкість, теплопередача, частотний аналіз, динаміка механізмів, газо / гідродинаміка, оптика і світлотехніка, електромагнітні розрахунки, аналіз розмірних ланцюгів і ін.).
- Експрес-аналіз технологічності на етапі проектування.

Технологічна підготовка виробництва:
- Проектування оснащення і інших засобів технологічного оснащення.
- Аналіз технологічності конструкції виробу.
- Аналіз технологічності процесів виготовлення (лиття пластмас, аналіз процесів штампування, витяжки, гнуття та ін.).
- Розробка технологічних процесів.
- Матеріальне та трудове нормування.
- Механообробка: розробка керуючих програм для верстатів з ЧПУ, верифікація УП, імітація роботи верстата. Фрезерна, токарна, токарно-фрезерна і електроерозійна обробка, лазерна, плазмова і гідроабразивна різання, вирубні штампи, координатно-вимірювальні машини.
- Управління даними і процесами на етапі ТПП.

Управління даними і процесами:
- Робота з єдиною цифровою моделлю виробу.
- Електронний технічний і розпорядчий документообіг.
- Технології колективної розробки.
- Робота територіально-розподілених команд.
- Ведення архіву технічної документації.
- Проектне управління.
- Захист даних.
- Підготовка даних для ERP, розрахунок собівартості.

## Освітні
- SolidWorks Student Design Kit
- SolidWorks Education Edition
- SolidWorks Student Edition

## SolidWorks Student Edition
В результаті співробітництва із всесвітньо відомою компанією Dassault Systemes SolidWorks Corp. (США-Франція), за підтримки авторизованого представника SolidWorks на території України — компанії «Інтерсед Україна», факультет інженерної механіки Хмельницького національного університету з 2010 року має право безкоштовно забезпечувати студентів найсучаснішими версіями ліцензійного програмного забезпечення SolidWorks — на сьогоднішній день для наших студентів для роботи на домашніх комп'ютерах доступна версія 2014. Для одержання ліцензії потрібно заповнити ліцензійний договір, який можна завантажити із сайту центру SolidWorks факультету: https://web.archive.org/web/20160304223009/http://solidworks.com.ua/files/eula.pdf.

## Історія версій
Минулі версії:
| Назва/Версія        | Version History Value | Дата релізу     |
| ------------------- | --------------------- | --------------- |
| SolidWorks 95       | 440000                | 1995            |
| SolidWorks 96       | 270                   | 1996            |
| SolidWorks 97       | 483                   | 1996            |
| SolidWorks 97Plus   | 629                   | 1997            |
| SolidWorks 98       | 817                   | 1997            |
| SolidWorks 98Plus   | 1008                  | 1998            |
| SolidWorks 99       | 1137                  | 1998            |
| SolidWorks 2000     | 1500                  | 1999            |
| SolidWorks 2001     | 1750                  | 2000            |
| SolidWorks 2001Plus | 1950                  | 2001            |
| SolidWorks 2003     | 2200                  | 2002            |
| SolidWorks 2004     | 2500                  | 2003            |
| SolidWorks 2005     | 2800                  | 2004            |
| Solid Works 2006    | 3100                  | 2005            |
| SolidWorks 2007     | 3400                  | 2006            |
| SolidWorks 2008     | 3800                  | 1 липня 2007    |
| SolidWorks 2009     | 4100                  | 28 січня 2008   |
| SolidWorks 2010     | 4400                  | 9 грудня 2009   |
| SolidWorks 2011     | 4700                  | 17 серпня 2010  |
| SolidWorks 2012     | 5000                  | вересень 2011   |
| SolidWorks 2013     | 6000                  | вересень 2012   |
| SolidWorks 2014     | 7000                  | 7 жовтня 2013   |
| SolidWorks 2015     | 8000                  | 9 вересня 2014  |
| SolidWorks 2016     | 9000                  | 1 жовтня 2015   |
| SolidWorks 2017     | 10000                 | 19 вересня 2016 |
| SolidWorks 2018     | 11000                 | 26 вересня 2017 |

## Опис окремих ресурсів
SolidWorks є конструкторською системою твердотільного параметричного моделювання машинобудівних конструкцій, спеціально розробленою для використання на персональних комп'ютерах під управлінням операційної системи Windows. Стандартний графічний користувальницький інтерфейс Windows і засоби твердотільного параметричного моделювання дозволяють швидше і легше, ніж будь-коли, створювати тривимірні моделі деталей, складальні одиниці, генерувати креслення, значно знижуючи терміни проєктування і зменшуючи час виходу виробів на ринок.
SolidWorks Motion призначений для розрахунку руху механізмів. Модуль використовує інформацію, що міститься в збірках SolidWorks, з можливістю уточнення розрахункової моделі за допомогою його процедур. SolidWorks Motion є третім, найбільш функціональним інструментом SolidWorks, для імітації руху. Перші два рівні (рух збірки і фізичне моделювання), присутні в базовій конфігурації SolidWorks Standard, можна використати для створення кінематичної моделі збірки, імітації руху без отримання чисельних характеристик. Після цього інформація без будь-яких додаткових дій сприймається на рівні SolidWorks Motion.
SolidWorks Routing — модуль проєктування трубопроводів. Часто при проєктуванні приладів і обладнання виникає завдання створення трубопроводів і комунікацій, які б об'єднали компоненти збірок і зробили тривимірну модель завершеною. Включення трубопровідної обв'язки в тривимірну модель виробу дозволяє вирішити багато проблем уже на етапі проєктування і уникнути ситуації, коли на етапі монтажу виявляється, що труби неправильно зігнуті і заважають роботі інших систем або в наявній конструкції недостатньо вільного місця для прокладки всіх необхідних комунікацій.
Завдання створення тривимірних моделей трубопроводів виникає при проєктуванні приладів і обладнання різних галузей машинобудування, при створенні гідравлічних і пневматичних систем, в нафтогазовій промисловості при створенні трубопровідної обв'язки, а також при проєктуванні різних інженерних комунікацій, підводок і шлангів.
Бібліотеки стандартних виробів Toolbox SolidWorks використовуються для забезпечення автоматичного сполучення стандартних виробів при вставці в збірку та надають можливість групових операцій. Toolbox дозволяє проводити проєктувальні розрахунки балок і підшипників. Бібліотеки Toolbox редагуються і налаштовуються під конкретні завдання будь-якого підприємства.
SolidWorks Simulation (COSMOSWorks) — універсальний інструмент для аналізу методом кінцевих елементів. SolidWorks Simulation існує в трьох конфігураціях: власне SolidWorks Simulation, SolidWorks Simulation Professional та SolidWorks Simulation Premium. Однак навіть у мінімальній конфігурації модуля міцнісного аналізу забезпечується повноцінний статичний аналіз як деталі, так і збірки з використанням кінцевих елементів твердого тіла, поверхонь і балок. Реалізовано різноманітні контактні умови і всілякі віртуальні з'єднувачі.
Модуль SolidWorks Simulation дозволяє проводити інженерні розрахунки і моделювати різних впливи навколишнього середовища на виріб.
Основними особливостями SolidWorks Simulation є:
- лінійний аналіз;
- втомний аналіз металу;
- нелінійний аналіз;
- тепловий аналіз;
- частотний аналіз;
- аналіз виробів з пластмаси і гуми;
- динамічний аналіз і ін.
Лінійний аналіз напруг дозволяє Solidworks-дизайнерам і інженерам швидко і ефективно перевірити якість, продуктивність і безпеку ще при створенні дизайну.
Лінійний аналіз напруг за допомогою SolidWorks Simulation може бути невід'ємною частиною процесу розробки, що знижує потребу в дорогих прототипах, виключає доопрацювання і затримки, а також економить час і витрати на розробку. За допомогою такого аналізу можливо обчислювати напруги і деформації геометрії, такі як:
- деталь або збірка під навантаженням, яка деформується з невеликими поворотами і переміщеннями;
- статичні навантаження виробу (не враховуючи інерції) і постійні навантаження;
- матеріал під постійною напругою деформації (закон Гука).
Моделювання методом аналізу кінцевих елементів (FEA) — це дискретизація проєктованих компонентів на тверде тіло, оболонку або балковий елемент, що використовує лінійний аналіз напружень для визначення реакції деталей і вузлів під впливом: — сили; — тиску; — прискорення; — температури. — контакт між компонентами.
Для проведення аналізу напружень повинні бути відомими дані матеріалів компонентів. Стандартна база даних SolidWorks CAD попередньо завантажена матеріалами, які можуть бути використані у SolidWorks Simulation.
Моделювання методом скінченних елементів використовується для розрахунку переміщень компонентів, деформацій і напружень при внутрішніх і зовнішніх навантажень. Геометрія при аналізі дискретизується використанням тетраедричних (3D), трикутних (2D) і балкових елементів.
Позаяк промислові компоненти виконуються переважно з металу, аналіз металевих компонентів може бути виконано за допомогою лінійного або нелінійного аналізу напружень. Аналіз неметалічних компонентів (наприклад, пластмаси або гумових деталей) повинен здійснюватися з використанням методів нелінійного аналізу напружень з огляду на складний взаємозв'язок деформації і навантаження.
SolidWorks Flow Simulation Electronic Cooling Module Add-In — додатковий модуль для теплового розрахунку електронних пристроїв. Він включає розширену базу даних по віртуальних вентиляторах, матеріалах електротехнічного призначення, термоелектричних охолоджувачах (елементи Пельтьє). Модуль забезпечує імітацію проходження постійного струму та нагріву ним теплових трубок, багатошарових друкованих плат.
SolidWorks Flow Simulation HVAC Module Add-In — додатковий модуль SolidWorks Flow Simulation для розрахунку систем вентиляції, опалення та кондиціонування. Він включає: розширену базу даних будівельних матеріалів і вентиляторів; уточнену модель теплообміну випромінювання з урахуванням відображення, заломлення і спектральних характеристик; розрахунок параметрів комфорту — середньої прогнозованої оцінки, середньої температури і ін.
SolidWorks Flow Simulation є модулем гідрогазодинамічного аналізу в середовищі SolidWorks.
Для модуля Flow Simulation немає різниці між геометричними сутностями, створеними в SolidWorks чи імпортованими в базовий модуль. Забезпечується підтримка для 64-розрядних операційних систем з доступом до всієї доступної оперативної пам'яті. Також використовується багатопроцесорність при вирішенні.
Модуль Flow Simulation програмного середовища SolidWorks дає можливість моделювання процесів:
- стаціонарні і нестаціонарні течії;
- стискувані і нестискувані (рідини або гази) течії, включаючи до-, транс- і надзвукові режими;
- ідеальні і реальні гази;
- неньютонівські рідини;
- одно- і багатокомпонентні течії без хімічних взаємодій і розділення фаз;
- спільні розрахунки течії рідини або газу та теплопередачі всередині твердого тіла без наявності границі розділення газ — рідина;
- ламінарні і турбулентні течії, враховуючи ламінарний/турбулентний перехід;
- «заморожування» течій для розділення «швидких» і «повільних» процесів;
- течії в пористих середовищах з урахуванням теплопровідності стінок;
- урахування шорсткості стінок;
- зовнішні і/або внутрішні течії;
- конвекційний теплообмін, вільна, вимушена або змішана конвекція;
- радіаційний теплообмін з управлінням прозорістю стінок і розділенням властивостей стінок для теплообміну випромінюванням і сонячною радіацією;
- розрахунок траєкторій твердих частинок і крапель в потоці та ін.
Початковими і граничними умовами можуть задаватися наступні вихідні параметри:
— швидкість, тиск (статичний, динамічний, навколишнього середовища), масові та об'ємні витрати;
- температура, концентрація компонентів, параметри турбулентності;
- витратно-напірні характеристики віртуальних вентиляторів;
- різноманітні типи стінок, включаючи шорсткість, коефіцієнт тепловіддачі і параметри умовного середовища на стінках, що не межують з реальним текучим середовищем;
- джерела тепла (об'ємні і поверхневі), віртуальні тепло вентилятори;
- можливості вказати залежність граничних умов та параметрів від часу та координат;
- симетрія відносно базових площин і періодична симетрія.
Управління обчислювальними операціями виконується безпосередньо по згенерованій розрахунковій сітці моделі SolidWorks, що створюється автоматично в області твердого тіла. Сітка адаптується залежно від геометричних характеристик моделі і поля вирішення.
Результати досліду виводяться у вікні SolidWorks. Існує можливість виводу функції на будь-якій площині у вигляді кольорових епюр, векторів та ізоліній, відображення результатів за допомогою ізоповерхонь.
За результатами розрахунків можна створювати трирівневі траєкторії; виводити характеристики розрахунків, розподіл будь-якої характеристикою вздовж будь-якої кривої в MS Excel.

## eDrawings Viewer
eDrawings Viewer — безкоштовний переглядач файлів креслень та 3D моделей у форматах SolidWorks, а також DXF та інших форматах САПР.

## Інтернет-ресурси
- Розрахунок швидкості потоку 10 хв
- Циклон SW Flow Simulation 19 хв